# Constant Djakpa
Constant Djakpa un futbolista ivorià. Va començar com a futbolista a l'Stella Club d'Adjamé.